# Полтавский (Красноармейский район)
Полтавский — посёлок в Красноармейском районе Краснодарского края.
Входит в состав Октябрьского сельского поселения.
Название происходит от города Полтава, выходцами откуда была значительная часть первых поселенцев хутора.

## География

### Улицы
- ул. Заречная,
- ул. Краснодарская,
- ул. Л. Толстого,
- ул. Молодёжная,
- ул. Набережная,
- ул. Октябрьская,
- ул. Рабочая,
- ул. Садовая.

## Население
| 2002 | 2010 |
| ---- | ---- |
| 577  | ↘536 |